# PWS-52
PWS-52 – polski samolot sportowy skonstruowany w 1930 w Podlaskiej Wytwórni Samolotów, zbudowany w jednym egzemplarzu.

## Historia
Samolot został zaprojektowany w latach 1929-1930 w Podlaskiej Wytwórni Samolotów, z własnej inicjatywy fabryki, jako jeden z kilku samolotów przeznaczonych specjalnie do uczestnictwa w Międzynarodowych Zawodach Samolotów Turystycznych Challenge 1930 (ponadto PWS-8, PWS-50, PWS-51). Projekt opracowali inż. Zbysław Ciołkosz i inż. Antoni Uszacki. Prototyp zbudowano i oblatano na początku lipca 1930 w Białej Podlaskiej (pilot Franciszek Rutkowski). Koncepcja samolotu - zastrzałowego górnopłatu - była wzorowana na samolocie de Havilland 80 Puss Moth.

## Użycie i modyfikacje
W lipcu 1930 samolot ze znakami rejestracyjnymi SP-ADD pilotowany przez pilota fabrycznego PWS Franciszka Rutkowskiego wziął udział w zawodach Challenge 1930, został jednak wywrócony przez wiatr na plecy i uszkodzony na lotnisku w Reims. Po remoncie w samolocie zmieniono kształt steru kierunku. 
W III Krajowym Konkursie Awionetek (24 września – 6 października 1930) Józef Lewoniewski zajął na PWS-52 4. miejsce a następnie wysunął pomysł przerobienia go na samolot rajdowy do lotu dookoła świata. W 1931 samolot zmodyfikowano w wytwórni, dodając w tylnym bagażniku duralowy zbiornik na 368 l paliwa i z przodu kadłuba zbiornik na 55 litrów, ponadto na miejscu obok pilota można było zamontować zbiornik pojemności 168 l. Łącznie z istniejącym zbiornikiem w baldachimie płata o pojemności 170 l (normalnie zabierano tam 90 l paliwa), zapas paliwa mógł wynosić łącznie 760 l. Wzmocniono konstrukcję samolotu i usterzenia, a silnik wymieniono na mocniejszy Gipsy III (moc nominalna 120 KM), z cylindrami w układzie wiszącym, co zmieniło nieco i unowocześniło sylwetkę samolotu. Samolot wyposażono w radiostację, mógł też zabierać nadmuchiwaną łódkę.
15 sierpnia 1931 na zmodyfikowanym PWS-52 Józef Lewoniewski wykonał z jednym pasażerem lot dookoła Polski, bez lądowania pokonując 1755 km w 12 godzin 35 minut. 1 września 1931 wykonał na nim lot z Warszawy do Salonik i z powrotem (2700 km). Miał to być lot bez lądowania, lecz z powodu awarii iskrownika lądował dwukrotnie: na Węgrzech i w Grecji. Z powodu braku funduszy wytwórni PWS zrezygnowano z użycia samolotu do lotu dookoła świata.
W 1933 samolot został przekazany Ministerstwu Komunikacji, gdzie przez kilka lat nie był używany. W 1937 został kupiony przez Z. Przeorskiego z Klubu Lotniczego PWS, który wymontował dodatkowe zbiorniki i używał samolotu do lotów sportowych. W 1939 maszyna została rozbita podczas lotu treningowego.